# Hengshui
Hengshui (chinois : 衡水市 ; pinyin : héngshuǐ shì) est une ville-préfecture de la province du Hebei en Chine.

## Subdivisions administratives
La ville-préfecture de Hengshui exerce sa juridiction sur onze subdivisions - un district, deux villes-districts et huit xian :
- le district de Taocheng - 桃城区 Táochéng Qū ;
- la ville de Jizhou - 冀州市 Jìzhōu Shì ;
- la ville de Shenzhou - 深州市 Shēnzhōu Shì ;
- le xian de Zaoqiang - 枣强县 Zǎoqiáng Xiàn ;
- le xian de Wuyi - 武邑县 Wǔyì Xiàn ;
- le xian de Wuqiang - 武强县 Wǔqiáng Xiàn ;
- le xian de Raoyang - 饶阳县 Ráoyáng Xiàn ;
- le xian de Anping - 安平县 Ānpíng Xiàn ;
- le xian de Gucheng - 故城县 Gùchéng Xiàn ;
- le xian de Jing - 景县 Jǐng Xiàn ;
- le xian de Fucheng - 阜城县 Fùchéng Xiàn.